# Twierdzenie o dedukcji
Twierdzenie o dedukcji – jeżeli {\displaystyle A} jest zdaniem oraz {\displaystyle B\in \operatorname {Cn} _{L}(X\cup \{A\}),} to formuła zdaniowa {\displaystyle A\to B} należy do zbioru {\displaystyle \operatorname {Cn} _{L}(X),} gdzie {\displaystyle \operatorname {Cn} _{L}(X)} to zbiór wszystkich konsekwencji logicznych zbioru formuł zdaniowych {\displaystyle X.}

## Definicja formalna
Niech {\displaystyle {\mathcal {L}}} będzie jakimkolwiek językiem rozszerzającym język klasycznego rachunku zdań i niech
{\displaystyle {\mathcal {S}}} będzie rachunkiem zdaniowym w tym języku.
Klasycznym twierdzeniem o dedukcji dla rachunku {\displaystyle {\mathcal {S}}} nazywamy następujące stwierdzenie:
Dla dowolnego zbioru formuł {\displaystyle X} języka {\displaystyle {\mathcal {L}}} oraz dwu formuł {\displaystyle \alpha ,\beta } zachodzi równoważność:
{\displaystyle \mathbf {C} \alpha \beta \in \mathbf {Cn} _{\mathfrak {S}}(X)\quad \Leftrightarrow \quad \beta \in \mathbf {Cn} _{\mathfrak {S}}(X\cup \{\alpha \}).}
Prawdziwość twierdzenia o dedukcji wymaga wyprowadzalności reguły odrywania dla spójnika implikacji {\displaystyle \mathbf {C} .}
Wyprowadzalność tej reguły nie jest niestety warunkiem wystarczającym do jego prawdziwości.
Niech bowiem
{\displaystyle {\mathfrak {S}}=\langle \mathbf {Frm} ({\mathcal {L}}_{\mathbf {KRZ} }),\{\mathbf {r_{o}} ,\mathbf {r} _{\star }\},\mathbf {Ax} _{\mathbf {KRZ} }\rangle ,}
gdzie:
{\displaystyle \mathbf {Frm} ({\mathcal {L}}_{\mathbf {KRZ} })} – zbiór formuł języka klasycznego rachunku zdań,
{\displaystyle \mathbf {r_{o}} } – reguła odrywania dla spójnika implikacji,
{\displaystyle \mathbf {r} _{\star }} – reguła podstawiania dla języka klasycznego rachunku zdań,
{\displaystyle \mathbf {Ax} _{\mathbf {KRZ} }} – zbiór aksjomatów klasycznego rachunku zdań.
Wówczas
{\displaystyle \mathbf {NCpp} \in \mathbf {Cn} _{\mathfrak {S}}(\{\mathbf {q} \}),} chociaż w żadnym wypadku nie jest prawdą, że
{\displaystyle \mathbf {CqNCpp} \in \mathbf {Cn} _{\mathfrak {S}}(\emptyset ),} bo
{\displaystyle \mathbf {Cn} _{\mathfrak {S}}(\emptyset )=\mathbf {Cn} _{c}(\emptyset ),} a {\displaystyle \mathbf {CqNCpp} } nie jest tautologią.
Klasyczne twierdzenie o dedukcji jest prawdziwe m.in. w klasycznym i intuicjonistycznym rachunku zdań oraz w rachunku predykatów w ujęciu Endertona.